# Jagdgeschwader 302
Jagdgeschwader 302 (dobesedno slovensko: Lovski polk 302; kratica JG 302) je bil lovski letalski polk (Geschwader) v sestavi nemške Luftwaffe med drugo svetovno vojno.

## Organizacija
- štab
- I. skupina
- II. skupina
- III. skupina

## Vodstvo polka
Poveljniki polka (Geschwaderkommodore)
- Major Ewald Janssen: november 1943 - februar 1944
- Major Kurt Peters: 2. marec 1944 - junij 1944